# عبد الكريم حسين محمد الناصر
عبد الكريم حسين محمد الناصر هو عضو مزعوم ومشتبه بانتمائه لمنظمة حزب الله السعودي، كان أحد المخططين والمشرفين على تفجير أبراج الخبر عام 1996. أدرج مكتب التحقيقات الفيدرالي «إف بي آي» اسم عبد الكريم الناصر ضمن أخطر المطلوبين، راصدًا مبلغ خمسة ملايين دولار لمن يرشد عنه.

## تفجير أبراج الخبر
في 25 يونيو 1996 قام أفراد من منظمة حزب الله الحجاز بهجوم على المجمع السكني بأبراج الخُبر قرب مدينة الظهران في السعودية. كان المجمع في ذلك الوقت يستخدم لإسكان أفراد عسكريين أمريكيين، وبعد لحظات من قيادة شاحنة صهريج مملوءة بالمتفجرات البلاستيكية إلى مواقف السيارات عند المبنى، قام عدد من الإرهابيين بتفجير الشاحنة، مما أدى لتدمر مباني الموقع. وأدى الهجوم إلى مقتل 19 جنديًا أمريكيًا بالإضافة إلى مواطن سعودي واحد، وإصابة 372 آخرين بجراح، وهم من جنسيات متعددة.
أصدرت المحكمة الفدرالية الأمريكية لإقليم شرق ولاية فرجينيا لائحة اتهام في حق عبد الكريم حسين محمد الناصر بتهمة تورطه في عملية تفجير المجمع السكني أبراج الخُبر في الظهران. صدرت لائحة اتهام في حق الشخص المذكور أعلاه بالتهم التالية: «التآمر لقتل مواطنين أمريكيين، والتآمر لقتل موظفين حكوميين أمريكيين، والتآمر لاستخدام أسلحة دمار شامل ضد مواطنين أمريكيين، والتآمر لتدمير ممتلكات تابعة للولايات المتحدة، والتآمر للهجوم على مرافق الدفاع الوطني، التفجير الذي يؤدي إلى الموت، استخدام أسلحة دمار شامل ضد مواطنين أمريكيين، القتل أثناء استخدام سلاح مدمّر أثناء ارتكاب جريمة عنف، قتل موظفين فدراليين، ومحاولة قتل موظفين فدراليين.»